# Lubilhac
Lubilhac é uma comuna francesa na região administrativa de Auvérnia-Ródano-Alpes, no departamento de Alto Loire. Estende-se por uma área de 23,57 km². Em 2010 a comuna tinha 84 habitantes (densidade: 3,6 hab./km²).